# Anna Braude-Hellerowa

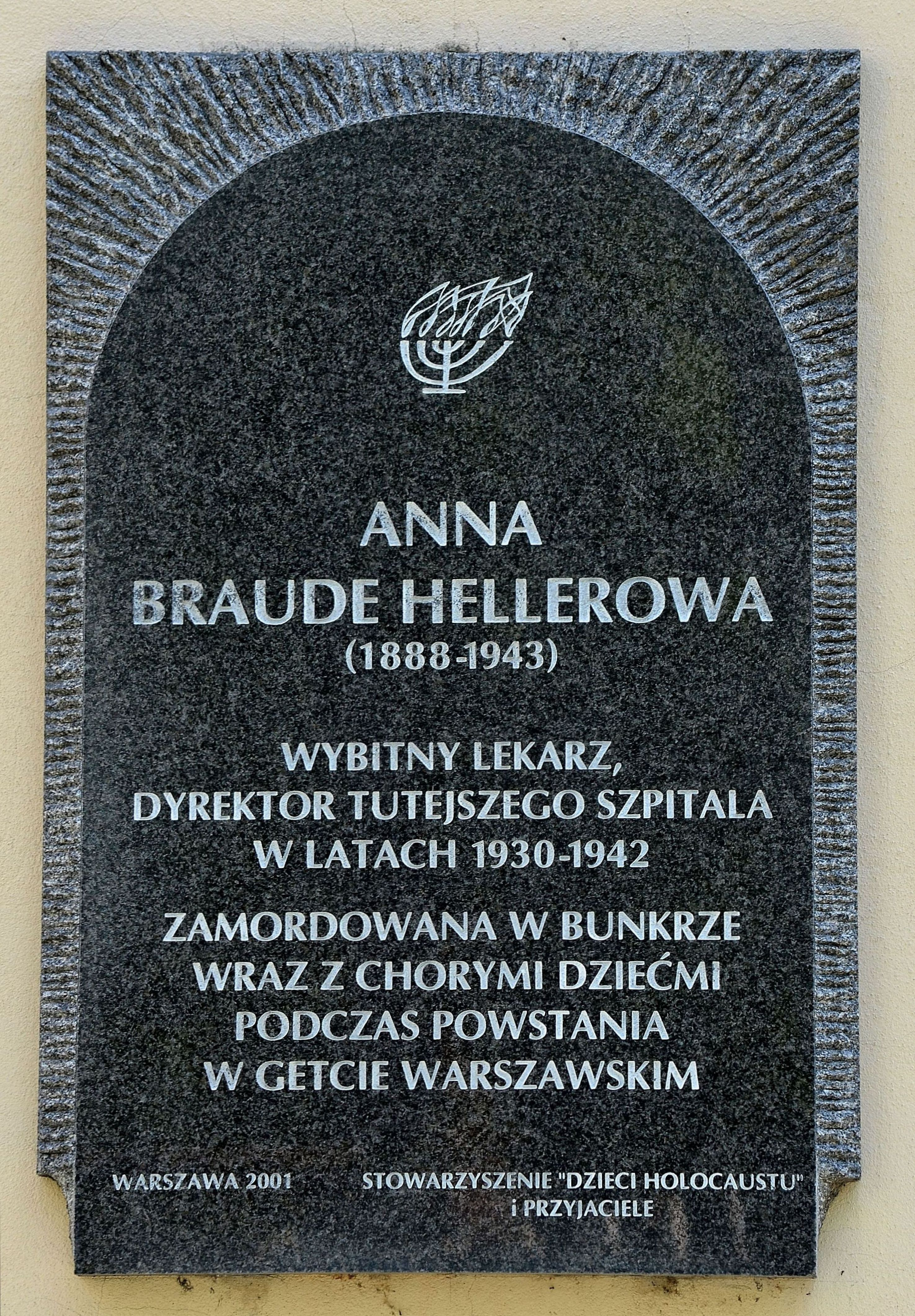
Tablica upamiętniająca Annę Braude-Hellerową na budynku głównym dawnego Szpitala Dziecięcego im. Bersohnów i Baumanów w Warszawie

Anna Braude-Hellerowa (ur. 6 stycznia 1888 w Warszawie, zm. w kwietniu 1943 tamże) – polska lekarka-pediatra, doktor nauk medycznych, działaczka społeczno-polityczna i radna Warszawy pochodzenia żydowskiego. W latach 1930–1942 lekarka naczelna Szpitala Dziecięcego im. Bersohnów i Baumanów w Warszawie. Dama Orderu Virtuti Militari

## Życiorys

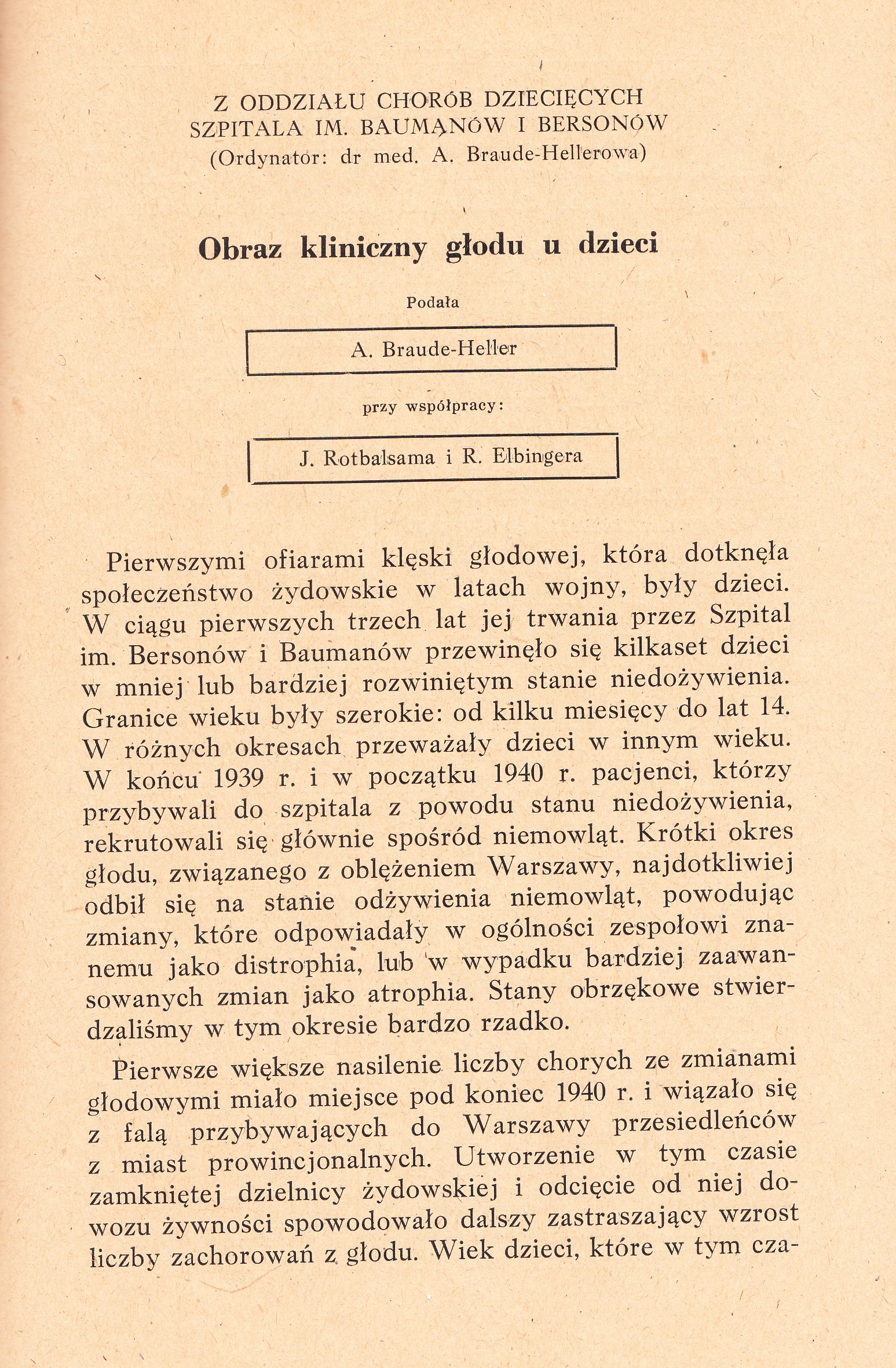
Pierwsza strona rozdziału autorstwa Anny Braude-Hellerowej dotyczącego wpływu głodu na dzieci w książce Choroba głodowa. Badania kliniczne nad głodem wykonane w getcie warszawskim z roku 1942, wydanej już po jej śmierci (w 1946 roku)

Anna Braude-Hellerowa była córką Lejby (kupiec) i Tauby z domu Litwin. Uczennica szkoły im. F. Thalgrünowej, a następnie w Kijowie zdała maturę jako eksternistka. W Zurychu studiowała początkowo nauki społeczne, a później medyczne, a dyplom uzyskała w Berlinie. Była członkinią Bundu. W 1913 roku pracowała w Szpitalu Żydowskim na Czystem w Warszawie. Współorganizatorka Towarzystwa Przyjaciół Dzieci w 1916 roku, a pracowała tam w ambulatorium i jako lekarz naczelny w zorganizowanym przez nią Domu Wychowawczym i później w Stacji Opieki nad Matką i Dzieckiem.
Od czasu zakończenia studiów była związana ze Szpitalem Dziecięcym im. Bersohnów i Baumanów. To dzięki jej zaangażowaniu i interwencjom szpital wznowił działalność po tym, jak został zamknięty w 1923. Przyczyniła się również do jego znacznej rozbudowy w 1930. Od tego czasu była dyrektorem placówki i ordynatorem oddziału niemowląt. Zorganizowała w 1919 roku przy TPD i kierowała do 1923 roku pierwszą w Polsce szkołą pielęgniarek dziecięcych.
W listopadzie 1940 szpital znalazł się w granicach getta warszawskiego. Anna Braude-Hellerowa kierowała nim aż do jego likwidacji podczas wielkiej akcji deportacyjnej w sierpniu 1942. Była także przewodniczącą Komisji Zdrowia Rady Żydowskiej. Była współautorką badań nad chorobą głodową prowadzonych w getcie w 1942. Ich wyniki, pomimo śmierci prawie wszystkich uczestniczących w nich lekarzy, w większości zachowały się – w opublikowanej w 1946 pod redakcją Emila Apfelbauma książce Choroba głodowa. Badania kliniczne nad głodem wykonane w getcie warszawskim z roku 1942 Anna Braude-Hellerowa jest autorką rozdziału dotyczącego wpływu głodu na dzieci.
Od września 1942 roku była wicedyrektorką połączonego szpitala przy ul. Gęsiej 6/8. Zginęła razem z chorymi dziećmi i częścią personelu podczas powstania w getcie warszawskim w bunkrze w podziemiach szpitala.
Henryk Makower opisał ją jako osobę bardzo energiczną, prawą, doskonałego lekarza i organizatora.
Jej symboliczny grób znajduje się na cmentarzu żydowskim przy ulicy Okopowej w Warszawie.

## Życie prywatne
Jej mężem był inżynier Eliezer Heller (1885–1934), z którym miała syna Olka (1921–1926), zmarłego przedwcześnie w wieku 5 lat. Małżonkowie Hellerowie byli fundatorami Stacji Opieki nad Matką i Dzieckiem przy ul. Bonifraterskiej 31.

## Upamiętnienie
20 kwietnia 2001 na ścianie budynku głównego Wojewódzkiego Szpitala Zakaźnego im. Dzieci Warszawy, gdzie dawniej mieścił się Szpital Dziecięcy im. Bersohnów i Baumanów, odsłonięto tablicę upamiętniającą Annę Braude-Hellerową.